# وویسته
وویسته (به لاتین: Võiste) یک منطقهٔ مسکونی در استونی است که در دهستان هادمسته واقع شده‌است.